# Nagyváradi római katolikus püspöki palota
A nagyváradi római katolikus püspöki palota a késői barokk építészet remeke.

## Története
Építését Patachich Ádám püspöksége alatt, 1761-ben kezdték el, 1777-ben fejezték be. A nagyváradi római katolikus egyházmegye központja. A palotát és az egész barokk városnegyedet a 18. századi Európa egyik leghíresebb építésze, a bécsi Franz Anton Hillebrandt tervezte, aki számos ausztriai és magyarországi (Budavári Palota, pozsonyi vár átépítése) palota és nem utolsósorban a nagyváradi Kanonoksor alkotója is. A. J. Neumann mérnök vezette a hatalmas építkezést. A néphit úgy tartja, hogy az épületnek 365 külső ablaka az év napjaira emlékeztet, de valójában csak 282. Három szintjén összesen 90 szoba és három díszterem található.
A palota késő osztrák barokk stílusban épült, amely visszafogottabb és praktikusabb, mint például a túldíszített francia barokk. Az épületet a híres bécsi Belvedere-kastély kicsinyített másának szánták, részben emiatt és részben egyéb vallási konfliktusok miatt Mária Terézia elítélte az alapítót. Patachich Ádám Nagyvárad püspöke volt 1759 és 1776 között, majd a Kalocsai érsekséghez került. Ettől függetlenül a báró karizmatikus, művelt humanista volt, a művészetek felvilágosult pártolója, aki leginkább kitűnő zenei ízléséről és zenészeiről vált ismertté: nála dolgozott Michael Haydn, a híres zeneszerző, Joseph Haydn öccse mint a püspöki zenekar karmestere. A püspök alkalmazásában állt még számos híres európai zeneszerző és hegedűművész, mint pl. Wenzel Pichl és Carl Ditters von Dittersdorf, akik 1765 és 1769 között működtek Nagyváradon zenei igazgatóként.
Végül 1771-ben Mária Terézia magyar királynő a fiával, József trónörökössel ide látogatott, hogy megbékéljen azzal a létesítménnyel, amelynek létrejöttét eredetileg nem támogatta. 1773-ban a palota rejtélyes tűzeset nyomán leégett, de a következő kinevezett püspök az eredeti terveknek megfelelően azonnal helyreállíttatta.
1855-ben új szárnyat és bejáratot építettek hozzá az eredeti épülettervvel harmóniában, grandiózus kettős lépcsősorral. Később, miután Erdélyt Romániához csatolták, az egyház kezelésében maradt, de a szocialista rendszerben állami tulajdonba került.
1971. január 17-én a püspöki palotát megyei múzeumként nyitották meg (Körösvidéki Múzeum néven), ahol számos nagyszabású régészeti, történelmi, természettudományi, néprajzi és művészeti kiállítást tartottak.
A római katolikus egyház 1996-ban kezdte visszakövetelni a püspöki palotát. Nyolc év után 2004. július 9-én a Román Legfelsőbb Bíróság kimondta: a katolikus egyház visszakapta a palota használati jogát. A múzeum végül új helyet kapott az egykori tisztiiskola épületében.
2017-ben a magyar kormány 1,948 milliárd forinttal támogatta az épület felújítását.

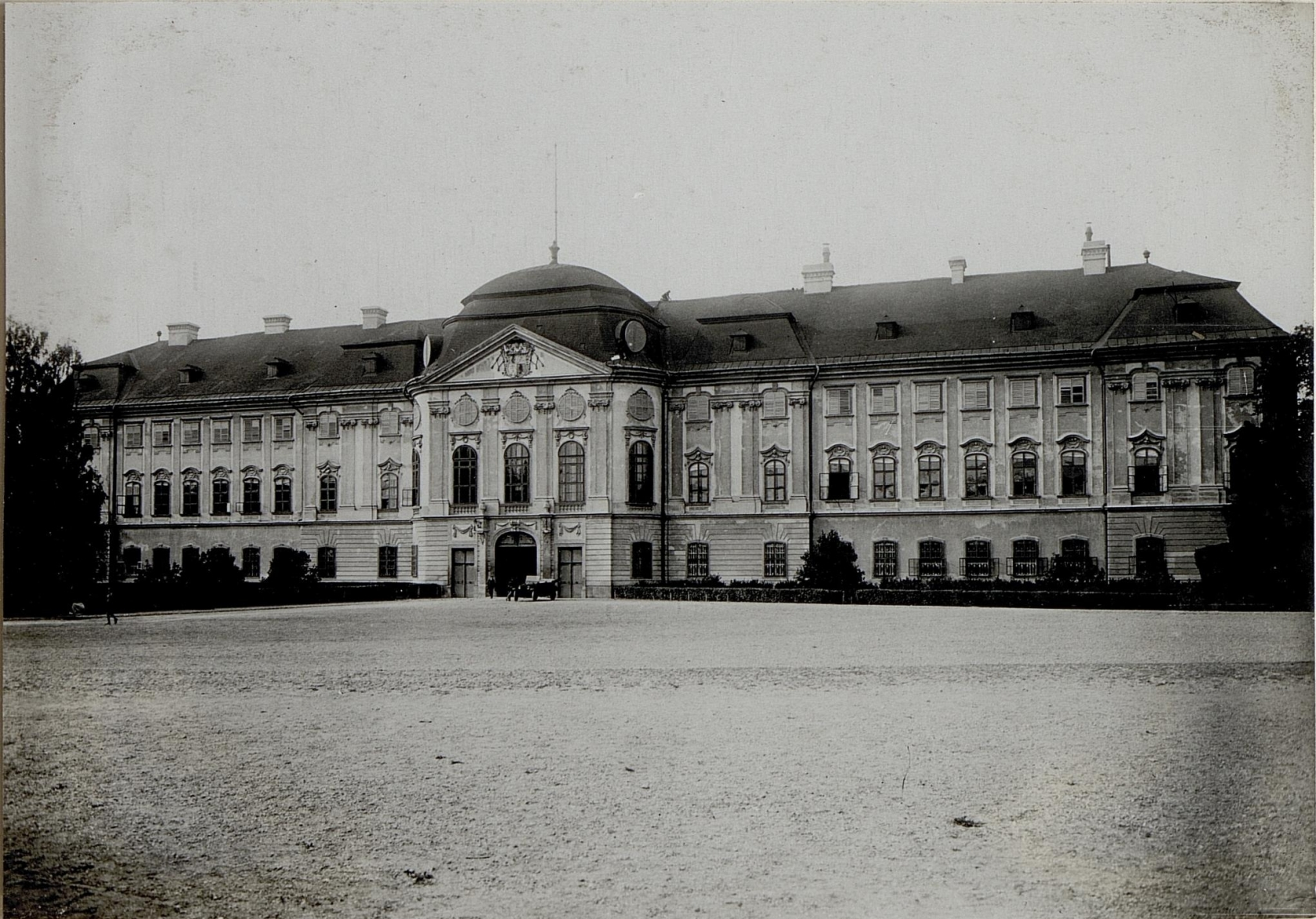
A nagyváradi püspöki palota 1916-ban
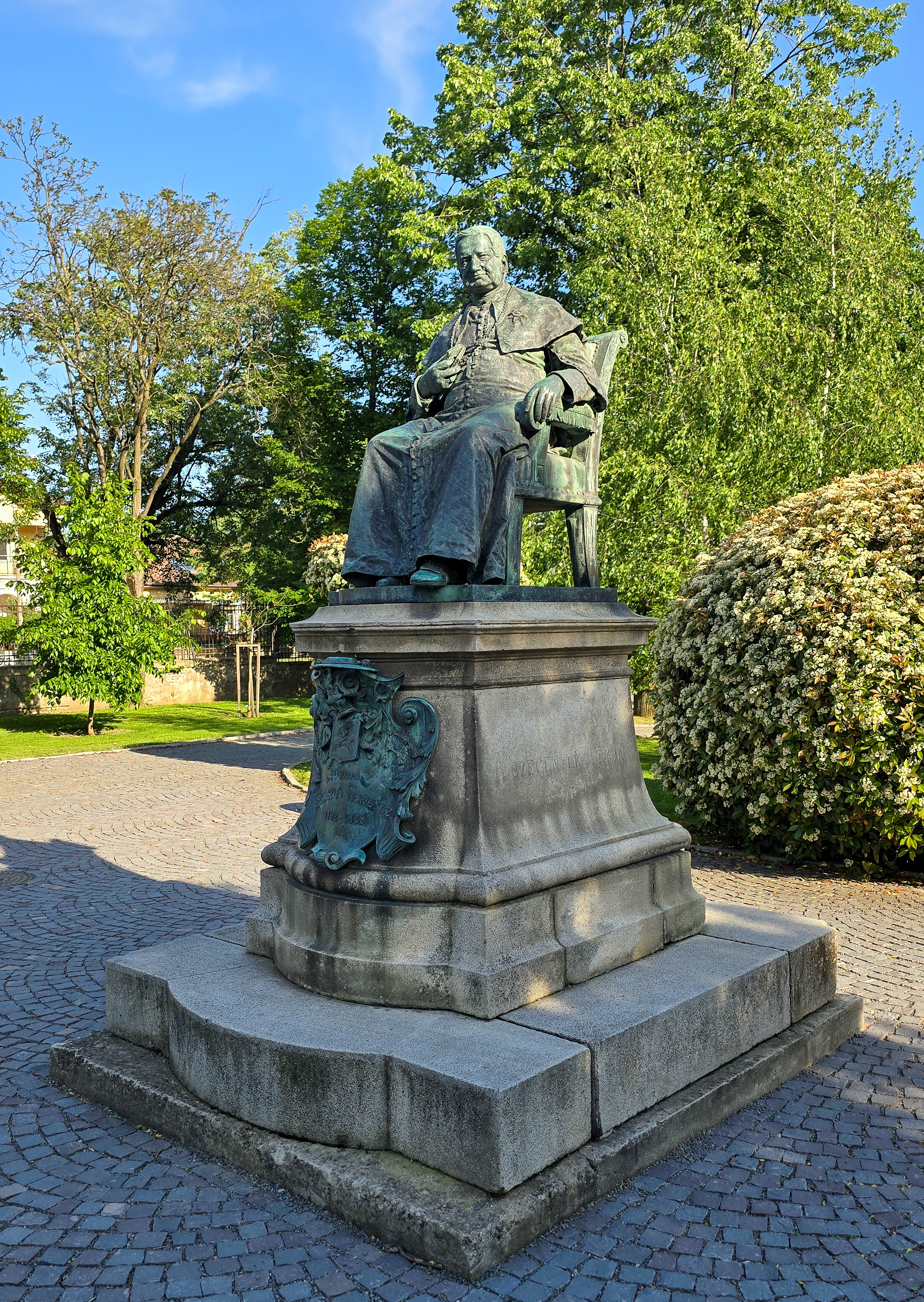
Szaniszló Ferenc püspök szobra a palota és a székesegyház közös parkjában
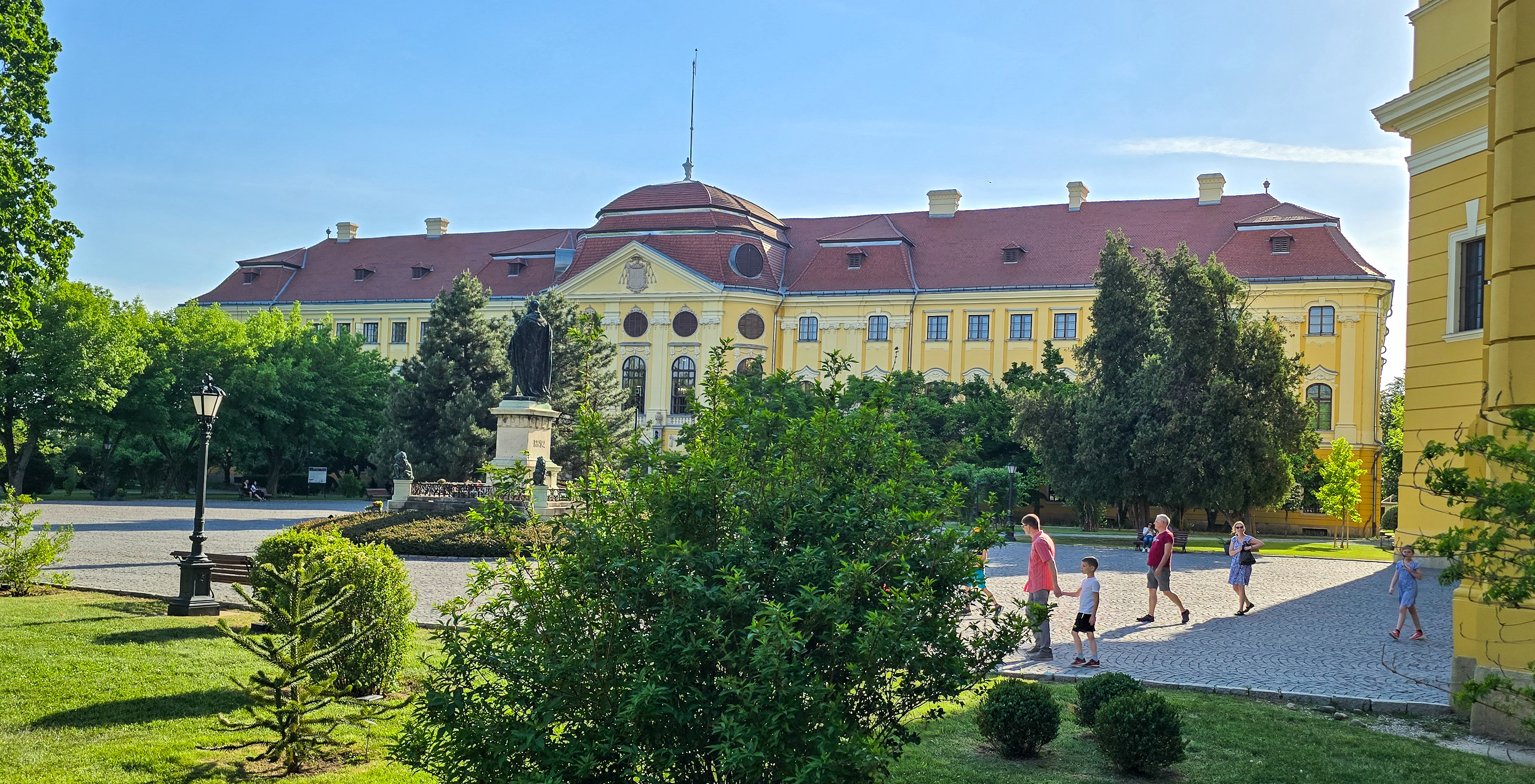
A palota 2025-ben

## Kapcsolódó szócikk
- Nagyváradi római katolikus székesegyház